# 내 사랑 컬리 수
《내 사랑 컬리 수》(영어: Curly Sue)는 미국에서 제작된 1991년 코미디 드라마 영화이다. 존 휴스가 각본, 연출, 제작을 맡았으며, 짐 벌루시, 켈리 린치, 앨리슨 포터 등이 출연하였다. 스티브 커렐의 첫 영화 출연작이다.

## 줄거리
노숙자 사기꾼 빌 댄서와 그의 어린 동반자인 고아 소녀 컬리 수는 돈을 벌기 위해서가 아니라 그저 끼니를 잇기 위해 사기를 치며 살아간다. 어느 날 밤 컬리 수는 어머니에게서 물려받은 소중한 반지를 한 떠돌이에게 도둑맞는다.
디트로이트에서 시카고로 이동한 둘은 부유한 이혼 전문 변호사 그레이 앨리슨의 메르세데스에 치인 척 그레이를 속여넘긴다. 다음 날 그레이는 빌과 다시 부딪힌 뒤 두 사람을 집에 하룻밤 묵게 해준다. 두 사람의 사기 행각이 들통난 뒤 빌이 컬리 수를 학대한다고 오해한 그레이는 컬리 수를 자신의 집에 두려고 하지만 빌은 컬리 수를 떠나려 하지 않는다. 결국 그레이는 두 사람의 어려운 처지를 알고 둘 모두를 집에 더 머물게 한다.
하지만 그레이의 남자친구 워커의 질투로 컬리 수는 아동 보호국에 넘겨지고, 빌은 양육권이 없다는 이유로 체포된다. 감옥에서 빌은 우연히 컬리 수의 반지를 훔쳤던 떠돌이를 만나 반지의 행방을 알아낸다. 그레이는 빌을 꺼내 주고 컬리 수 또한 되찾아온다.
빌은 전당포에서 컬리 수의 반지를 사 온다. 그레이의 집에 돌아와 반지를 발견한 컬리 수는 빌이 떠났다고 짐작하지만 빌은 거실에 있었고, 그레이와 빌은 함께 컬리 수를 입양하고 결혼한다. 영화는 처음 등교를 하는 컬리 수를 그레이와 빌이 학교에 데려다 주는 모습으로 마무리된다.

## 출연진
- 제임스 벌루시 - 빌 댄서 역
- 켈리 린치 - 그레이 엘리슨 역
- 앨리슨 포터 - 컬리 수 역
- 존 게츠
- 프레드 돌턴 톰프슨
- 브랜즈컴 리치먼드
- 캐머런 소어
- 이디 매클러그
- 스티븐 커렐
- 버크 번스
- 존 애슈턴

## 기타 제작진
- 배역: 재닛 허션슨, 제인 젱킨스
- 미술: 더그 크레이너
- 의상: 마이클 캐플런

## 우리말 녹음
KBS 성우진
- 송도영 - 컬리 수 (앨리슨 포터)
- 이정구 - 빌 댄서 (제임스 벌루시)
- 손정아 - 그레이 엘리슨 (켈리 린치)
- 온영삼 - 버나드 옥스바 (프레드 돌턴 톰프슨)
- 임수아
- 이근욱
- 장정진
- 이연희
- 이호인
- 안종익
- 문선희
- 홍성헌